# Странные дислокации
«Таинственные перемещения» (фр. Dislocations mystérieuses) — немой короткометражный фильм Жоржа Мельеса (фр. Georges Méliès). Дата премьеры неизвестна. Фильм был создан кинокомпанией, принадлежащей Жоржу Мельесу Méliès Star Film Company.

## Сюжет
Главное и единственное действующее лицо фильма Пьеро. Он находится в тёмной пещере. Одна за другой части его тела отделяются и становятся самостоятельными. Они танцуют, дразнят хозяина и не подчиняются ему. В конце сюжета персонаж снова становится цельным.   
Оптические трюки были созданы с помощью многократной экспозиции  с использованием черного тканевого фона и монтажа. 
Пьеро в фильме играет Андре Дид, акробат мюзик-холла. Он работал с Мельесом несколько лет,  оставив его в 1904 году, когда его наняла компания Pathé, которой он раскрыл некоторые секреты спецэффектов Мельеса. 

## В ролях
- Андре Дид — Пьеро